# Харджа, Хуссин
Хуссин Харджа (араб. حسين خرجة‎; родился 9 ноября, 1982 года, Пуасси, Франция) — франко-марокканский футболист, атакующий полузащитник. Выступал в сборной Марокко.

## Карьера
Воспитанник клубов «Пари Сен-Жермен» и «Спортинг» (Лиссабон). Он начал свою карьеру в «Тернане», куда перешёл в качестве свободного агента. В «Тернане» Харджа выступал с 2001 по 2005 год, став игроком основы и получив вызов в сборную Марокко. Летом 2005 года, на правах аренды с правом выкупа договора по согласованию сторон, он был куплен клубом «Рома», за который дебютировал 21 сентября 2005 года с «Пармой», в котором «джалоросси» выиграли 4:1. 25 марта 2006 года он забил за «Рому» первый мяч, принеся клубу ничью с «Ювентусом» 1:1. Всего за римский клуб он провёл 12 матчей и забил 5 голов.
Летом 2006 года «Тернана» отказала «Роме» в правы выкупа контракта игрока. Однако в клубе он не выходил на поле, оставаясь в дубле, что связывалось с именем Эдоардо Лонджарини, хозяином «Тернаны». Сразу после завершения контракта с «Тернаной» в марте 2007 года, Харджа перешёл в «Пьяченцу», подписав 3-летний контракт. В январе 2008 года Харджа был арендован «Сиеной». Харджа удачно выступил в команде, в частности забил гол в ворота Ювентуса, который позволил Роме занять второе место в серии А, и принёс ничью (1:1) в матче с «Интером», из-за чего празднование чемпионства «нерадзурри» отложилось до последнего тура.
11 июля 2008 года Сиена выкупила контракт Харджи, который подписал контракт на 5 лет, заплатив 3 млн евро. В «Сиене» Харджи провёл сезон, сыграв в 36-ти матчах и забив 5 голов. 5 июля 2009 года Харджа перешёл в «Дженоа», заплатив 3,5 млн евро. 13 сентября 2009 года он дебютировал в команде в матче с «Наполи», выигранном «Дженоа» со счётом 4:1, где сам Харджи забил последний гол в матче. 14 октября 2009 года, в товарищеском матче с дублирующем составом «Дженоа», Харджа получил растяжение передней крестообразной связки на левом колене, из-за которой выбыл на срок около 6-ти месяцев.
В декабре Харджа начал переговоры с «Наполи» по поводу перехода в этот клуб. 29 января 2011 года Харджа был арендован миланским «Интером».
18 августа 2011 года Харджа перешёл в «Фиорентину» на правах совладения и подписал двухлетний контракт с возможностью продления ещё на один год. В ноябре Харджа уехал в Милан к живущим там родственникам, не предупредив никого из руководства клуба; за это главный тренер команды, Синиша Михайлович не включил его в состав на очередную игру: «У меня с ним состоялся разговор, он не извинился, а отстаивал свою позицию. Это показывает его неуважение ко мне и к товарищам по команде. Мы все трудимся ради успехов „Фиорентины“, но с таким отношением ничего не добьемся. Если он так хочет остаться дома, то пускай остается. Тогда за „Фиорентину“ он играть не будет».
29 июня 2012 года Харджа подписал двухлетний контракт с катарским клубом «Аль-Араби».
Летом 2014 года марокканец перешёл в клуб французской Лиги 2, «Сошо». Он получил футболку с шестым номером. Свой первый гол за команду забил 7 марта 2015 года в домашнем матче против «Тура»

## Достижения
- Обладатель Кубка Италии: 2011